# Jean Jarosz
Jean Jarosz, né le 23 janvier 1935 à Feignies (Nord), est un homme politique français, membre du Parti communiste français.  

## Biographie
Instituteur puis professeur de collège, il est candidat aux élections municipales à Feignies en 1965 et 1971 – sans succès – puis en 1977 où il parvient à être élu. La même année, il devient député du Nord à la suite du décès de Didier Eloy, dont il était le suppléant.
Candidat titulaire en 1978, il est largement élu au second tour face au candidat du CDS. Réélu en 1981 et en 1986 au scrutin proportionnel, il est défait en 1988 dans une 23e circonscription redécoupée. À nouveau candidat en 1993, il est cependant battu par le candidat UDF Jean-Claude Decagny, qui devient député.
Constamment réélu maire de Feignies jusqu'en 2014, il fut aussi conseiller régional et conseiller général du canton de Bavay de 1982 à 2015, la fin de ce mandat mettant également fin à sa carrière politique.